# Национальные академии наук, инженерии и медицины
Национальные академии наук, инженерии и медицины (англ. National Academies of Sciences, Engineering, and Medicine, NASEM) также известные как Национальные академии (англ. the National Academies) — коллективная научная национальная академия США. Название используется взаимозаменяемо в двух смыслах: (1) как общий термин для трёх квазинезависимых почётных организаций-членов: Национальной академии наук (NAS), Национальной инженерной академии (NAE) и Национальной медицинской академии (NAM); и (2) как бренд для исследований и отчётов, выпущенных действующим подразделением трёх академий, Национальным исследовательским советом (англ. National Research Council, NRC). NRC впервые был образован в 1916 году как подразделение NAS. В настоящее время совместно управляемая всеми тремя академиями, NAS ежегодно выпускает около 200 публикаций, которые публикуются National Academies Press.
Национальная академия наук, Национальная инженерная академия и Национальная медицинская академия хотя и являются почётными членами Национальных академий наук, инженерии и медицины, каждая из них имеет свой собственный управляющий совет, и каждая самостоятельно избирает своих новых членов. В состав трёх академий входят более 6300 учёных, инженеров и медиков. Новые члены для каждой организации избираются ежегодно действующими членами на основе их выдающихся и продолжающихся достижений в оригинальных исследованиях. Согласно условиям первоначальной хартии Конгресса 1863 года, академии служат «ради общественного блага» в качестве «советников нации по вопросам науки, техники и медицины».

## История
Национальная академия наук США была создана 3 марта 1863 года. В хартии принятой Конгрессом и подписанной президентом США Авраамом Линкольном говорилось, что «…Академия по требованию любого правительственного департамента должна исследовать, исследовать, экспериментировать и сообщать о любом предмете науки или искусства…»  В условиях бушующей Гражданской войной в США новой Академии стояло немного проблем, которые требовалось решить, но она действительно решала вопросы «…чеканки, мер и весов, железных корпусов кораблей и чистоты виски…» Все последующие аффилированные организации были созданы в соответствии с тем же общей хартией Конгресса, включая две младшие академии, Национальную инженерную (созданную в 1964 году) и Национальную медицинскую (созданную как Институт медицины в 1970 году и преобразованную в академию в 2015 году).
В соответствии с этой же хартией в 1916 году был создан Национальный исследовательский совет (NRC). 19 июня того же года тогдашний президент США Вудро Вильсон обратился к Национальной академии наук с просьбой организовать «Национальный исследовательский совет». Целью Совета (сначала называвшегося Национальным исследовательским фондом) было отчасти способствовать и поощрять «более широкое использование научных исследований в развитии американской промышленности … использование научных методов для укрепления национальной обороны … и такие другие приложения науки, которые будут способствовать национальной безопасности и благосостоянию».
В то время усилия Академии по поддержке готовности страны к обороне, а именно создание академиками Комитета по поставкам азотной кислоты, были одобрены военным министром Ньютоном Д. Бейкером. Поставки азотной кислоты, важного компонента при производстве кордита, взрывчатых веществ, красителей, удобрений и другие продуктов, были ограничена из-за Первой мировой войны. NRC через свой комитет рекомендовал импортировать чилийскую селитру и построить четыре новых завода по производству артиллерийских боеприпасов. Эти рекомендации были приняты военным министерством в июне 1917 года, хотя заводы и не были построены до конца войны. В 1918 году Вильсон официально закрепил существование NRC указом № 2859. Указ Вильсона объявил, что функции NRC в целом заключаются в следующем:

«Стимулировать исследования в области математики, физических и биологических наук и в применении этих наук в инженерии, сельском хозяйстве, медицине и других отраслях с целью увеличения знаний, укрепления национальной обороны и других способов содействия общественному благосостоянию»
Оригинальный текст (англ.)"(T)o stimulate research in the mathematical. physical, and biological sciences. and in the application of these sciences to engineering, agriculture. medicine. and other useful arts. with the object of increasing knowledge, of strengthening the national defense, and of contributing in other ways to the public welfare."
— Cochrane, Rexmond. The National Academy of Sciences: The First Hundred Years, 1863-1963
После вступления США в Первую мировую войну NRC действовал как Департамент науки и исследований Совета национальной обороны, а также как Научно-исследовательский отдел войск связи армии США. Также, Совет организовал комитеты по противолодочной и противогазовой обороне.
1 июня 1917 года совет созвал встречу научных представителей Великобритании и Франции с заинтересованными сторонами из США по вопросу обнаружения подводных лодок. Ещё одна встреча с англичанами и французами, на которой были раскрыты более подробные сведения об их работе, состоялась в Париже в октябре 1918 года. В результате этих встреч NRC рекомендовал объединить учёных для работы над проблемами, связанными с обнаружением подводных лодок. Благодаря успеху проведённых под руководством совета исследований по созданию звукового метода обнаружения подводных лодок, а также другим военным инновациям, NRC был сохранён после войны, хотя постепенно был отделён от вооружённых сил.
Устав NRC изменялся трижды: в 1956 году, в январе 1993 года и в июле 2015 года.